# L'Été nucléaire
Pour plus de détails, voir Fiche technique et Distribution.
L'Été nucléaire est un thriller dramatique français réalisé par Gaël Lépingle et sorti en 2020.

## Fiche technique
- Titre original : L'Été nucléaire
- Réalisation : Gaël Lépingle
- Scénario : Gaël Lépingle, Pierre Chosson et Agnès Feuvre
- Musique : Thibaut Vuillermet
- Décors : Anna Le Mouel
- Costumes :
- Photographie : Simon Beaufils
- Montage : Benoît Quinon et Mohamed Megdoul
- Producteur :
- Sociétés de production : Bathysphère
- Société de distribution : Le Pacte
- Pays :  France
- Langue originale : français
- Format : couleur — 2,35:1
- Genre : Thriller dramatique
- Durée : 85 minutes
- Dates de sortie :
  - Chine : 15 octobre 2020 (Pingyao)
  - France :
    - 2 juillet 2021 (La Rochelle)
    - 11 mai 2022 (en salles)

## Distribution
- Shaïn Boumedine : Victor
- Carmen Kassovitz : Djamila
- Théo Augier : Louis
- Constantin Vidal : Cédric
- Manon Valentin : Tiffany
- Alexia Chardard : Charlotte
- Jean-Marc Lombard : le responsable EDF
- Dominique Thomas : le cambrioleur
- Jean-René Lidy : Le fils du cambrioleur